# Erich Ludwig
Erich Ludwig va ser un jugador de rugbi alemany que va competir a cavall del segle xix i el segle xx. El 1900 va prendre part en els Jocs Olímpics de París, on guanyà la medalla de plata en la competició de rugbi, com a integrant de l'equip FC 1880 Frankfurt, que exercia d'equip nacional en aquesta competició. Era germà del també jugador de rugbi Richard Ludwig.